# Kiwoom Heroes
Los Kiwoom Heroes son un equipo de béisbol profesional fundado en 2008.

## Títulos Obtenidos
Locales

## Jugadores
Róster de Nexen Heroes actualizado el 31 de agosto de 2013.